# Diocèse de Hamilton (Ontario)
Pour les articles homonymes, voir Diocèse de Hamilton.
Le diocèse de Hamilton est un diocèse latin de l'Église catholique situé dans la province ecclésiastique de Toronto en Ontario au Canada.

## Histoire
Le diocèse de Hamilton a été érigé le 29 février 1856 à partir du territoire du diocèse de Toronto. Le 22 novembre 1958, il a perdu une partie de son territoire pour la création du diocèse de Saint Catharines.

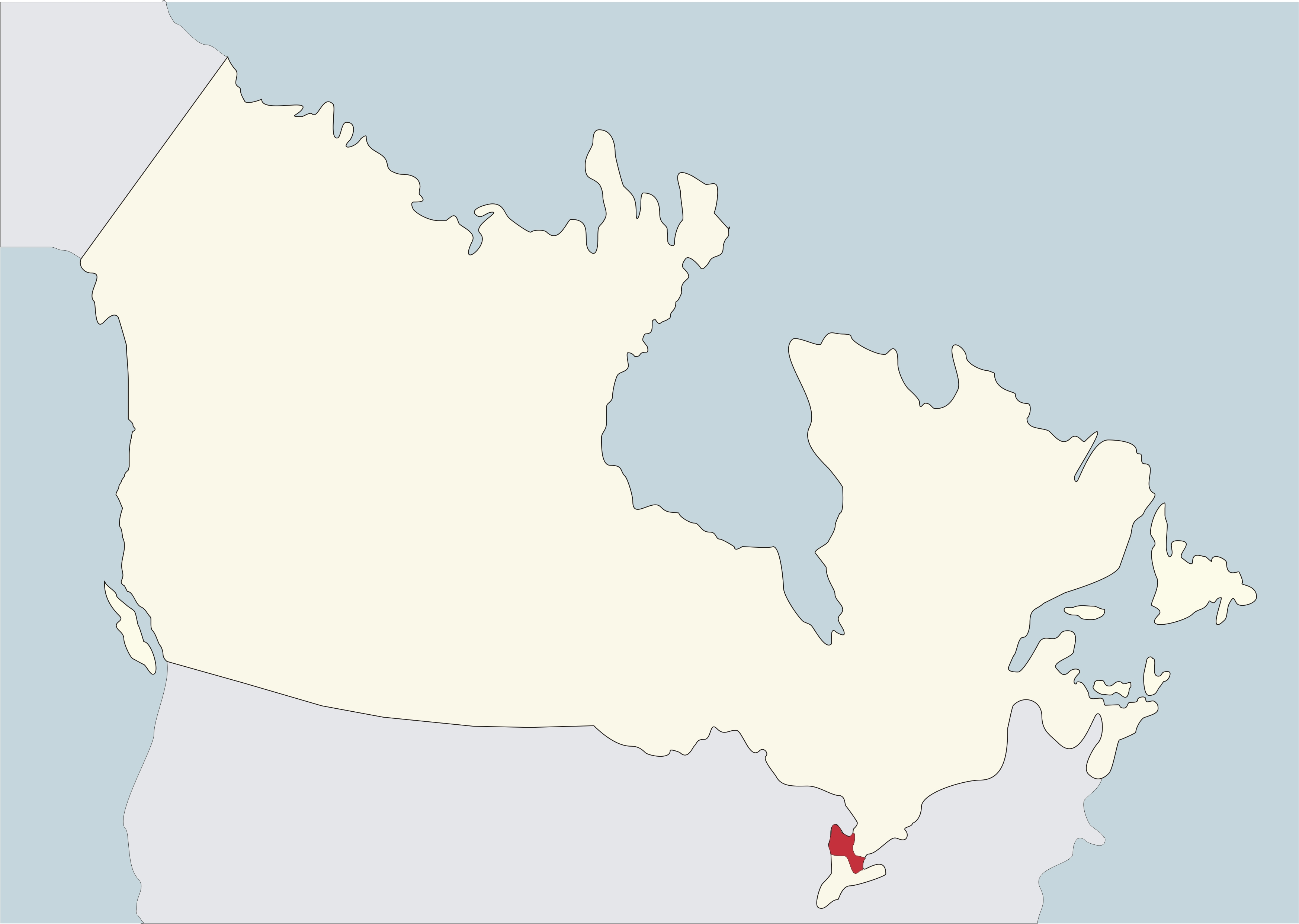
Emplacement du diocèse.
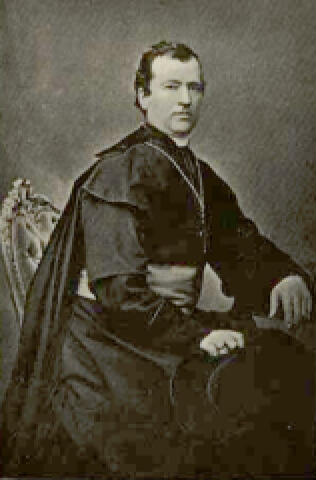
John Farrell, le premier évêque du diocèse.

## Ordinaires
- John Farrell (1856-1873)
- Peter Francis Crinnon (1874-1882)
- James Joseph Carbery (1883-1887)
- Thomas Joseph McNally (1924-1937)
- Joseph Francis Ryan (1937-1973)
- Paul Francis Reding (1973-1983)
- Anthony Frederick Tonnos (de) (1984-2010)
- David Douglas Crosby (2010- )